# Moschea di Fatih (Trebisonda)
La Moschea di Fatih (in turco Fatih Camii, "Moschea del Conquistatore") è una moschea del distretto di Ortahisar, nella provincia di Trebisonda, in Turchia. Fu costruita originariamente in epoca bizantina, in particolare tra il X e l'XI secolo, come chiesa della Panagia Chrysokephalos (in greco Παναγία Χρυσοκέφαλος?, Panagia dalle teste d'oro), che fungeva sia da cattolicon per la metropolia di Trebisonda, sia da chiesa per un monastero. Dopo la conquista ottomana della città nel 1461, l'edificio divenne una moschea. La Moschea di Fatih espone anche i più bei esempi dell'arte della calligrafia ottomana.

## Storia
Si ritiene che nel luogo in cui si trova l'attuale struttura siano sorte diverse chiese. Durante il periodo di massimo splendore dell'Impero di Trebisonda, fu utilizzata come luogo di ritiro per numerosi dignitari, tra cui l'imperatore Giovanni II Mega Comneno nel 1297, il metropolita Niphon nel 1364 e l'imperatore Alessio IV Mega Comneno nel 1429.
La chiesa divenne una moschea dopo la conquista ottomana e la prima preghiera fu presenziata da Maometto II "il Conquistatore", che annetté all'edificio una madrasa (Fatih Madrasa).
Ballance osserva inoltre che è "molto difficile" datare qualsiasi parte della chiesa. Cita la notizia di una targa con la data 914 trovata (poi persa) sotto il pavimento dell'edificio attuale durante le riparazioni del 1877; esiste anche un inno di dedica cantato in occasione della sua ricostruzione dopo che gli Hamigogullari avevano incendiato la città nel 1341.
Tuttavia, la studiosa non è stata in grado di attribuire nessuna delle sue caratteristiche a nessuno dei due periodi. "Su basi stilistiche, una datazione al X o forse all'XI secolo sembra ragionevole per la pianta basilicale, con la cupola forse del XII secolo... ma è difficile vedere come questo possa essere riconciliato con l'evidenza dell'inno di riconsacrazione della metà del XIV secolo" Ballance nota che un certo numero di dettagli minori, come le finestre più basse e le porte bloccate, risalgono al periodo ottomano.

## Architettura
Selina Ballance, che ha studiato l'edificio nel 1958, lo descrive come segue: "Sebbene abbia un carattere fortemente basilicale, ha una cupola e transetti aperti dal pavimento alla volta che corrono a nord e a sud verso le pareti esterne; le navate laterali, come la navata centrale, sono con volte a botte, con costoloni, ma hanno gallerie sopra di esse, anche sulle campate orientali che sono tagliate fuori dal resto dai transetti; e le volte delle campate delle navate laterali al piano terra si aprono ad angolo retto rispetto a quelle della navata centrale e delle gallerie". "La basilica è insolita per molti aspetti, in particolare per il fatto che le basiliche non hanno comunemente le navate laterali coperte da gallerie, come questa, e per il fatto di avere un nartece al di fuori del nartece principale".

## Galleria d'immagini

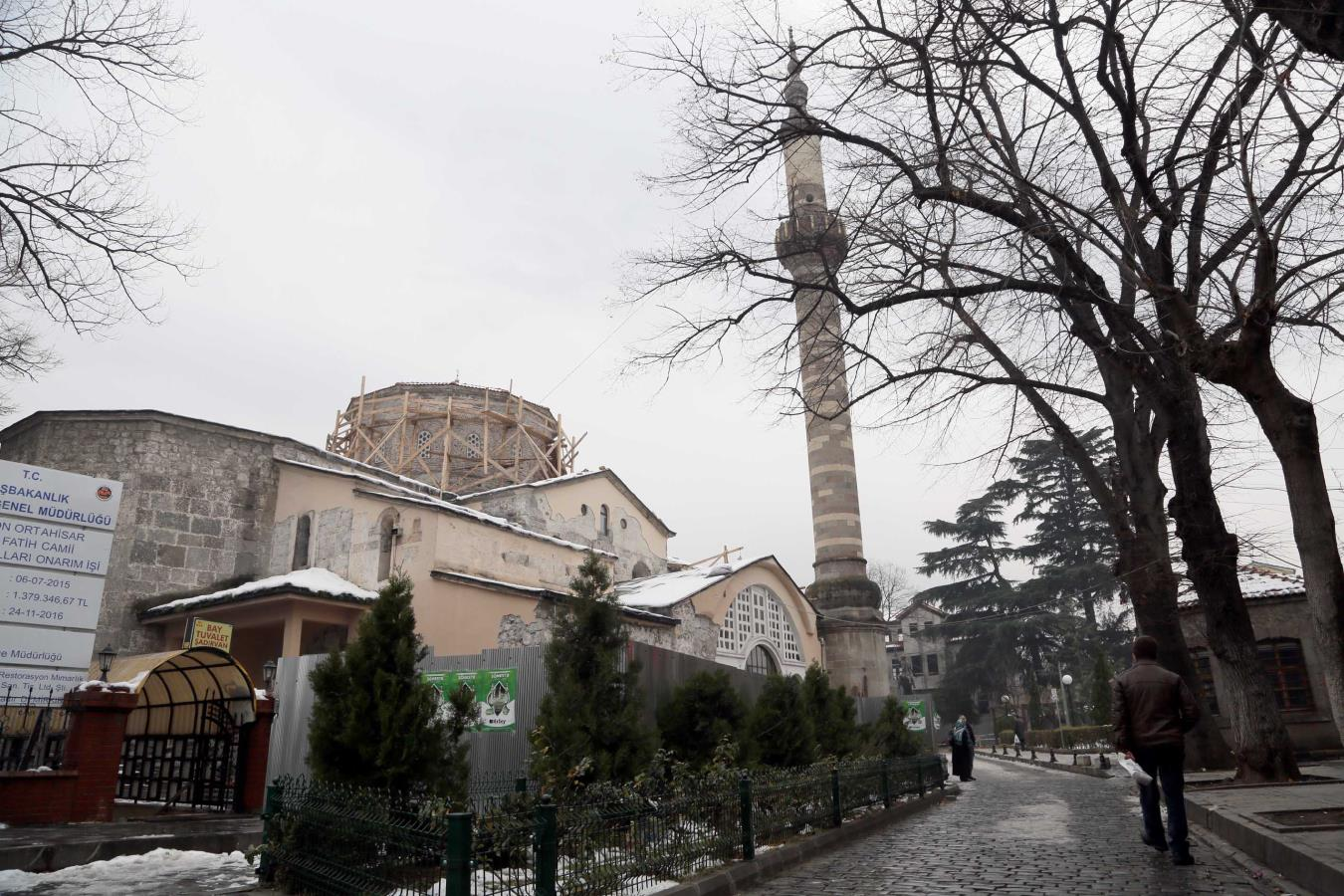
La moschea di Faith durante il suo restauro nel 2016
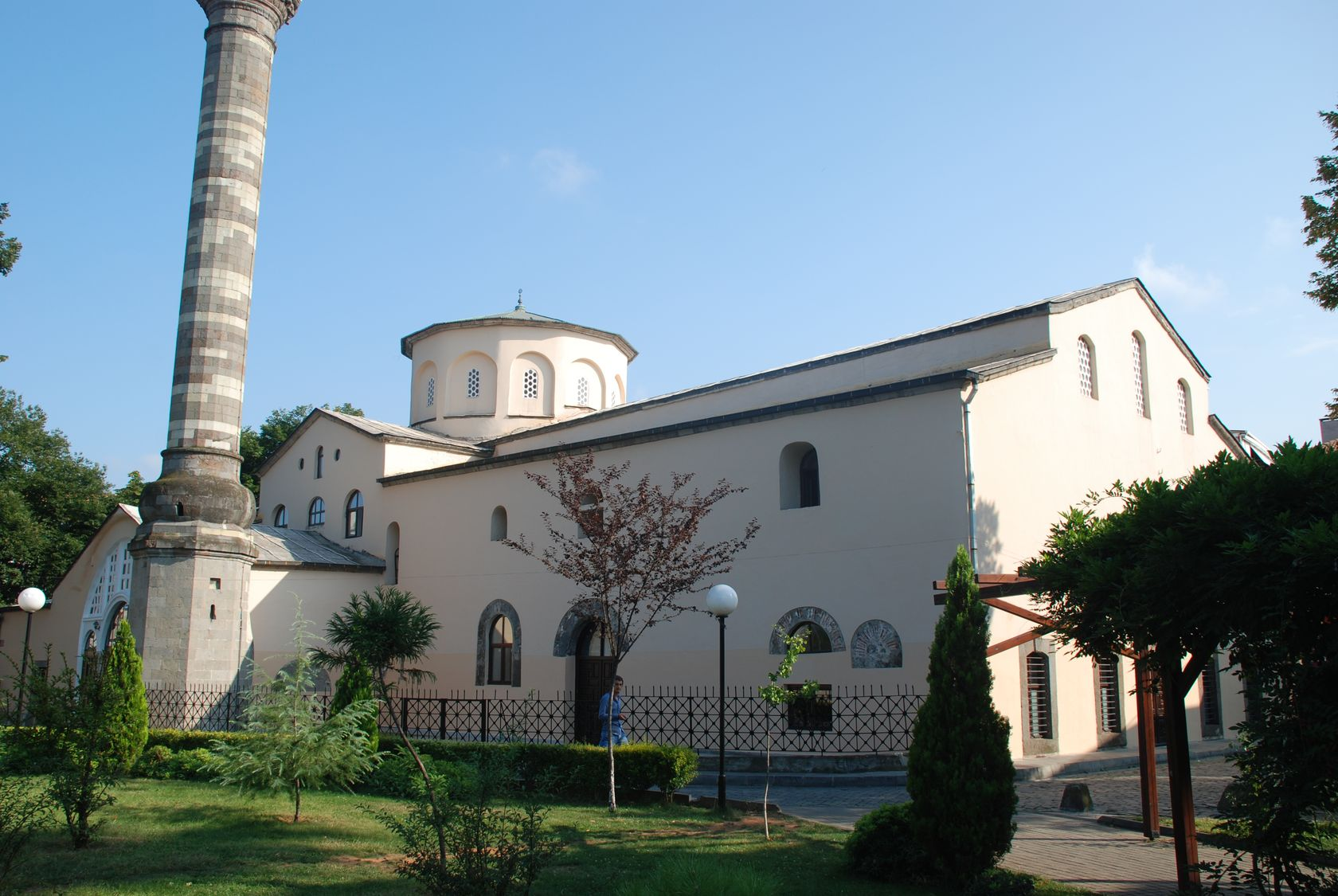
La moschea prima del restauro
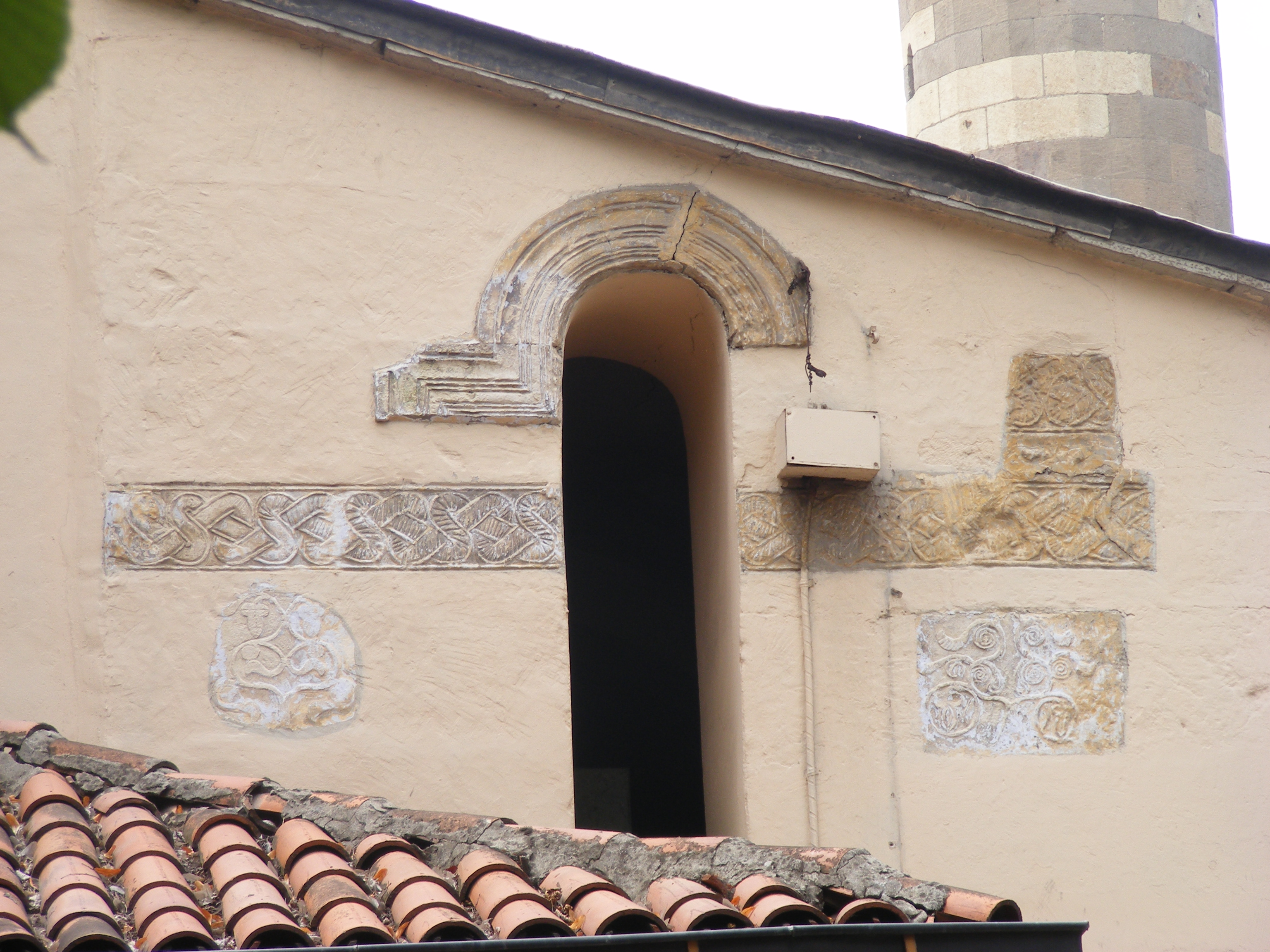
Finestra della chiesa di Panagia Chrysokephalos, oggi moschea di Faith